# Дюбрека
Дюбрека (на френски: Dubréka) е град в Западна Гвинея, регион Киндия. Административен център на префектура Дюбрека. Населението на града през 2014 година е 167 498 души.